# Давидян, Гарник Джавадович
Гарник Джавадович Давидян (арм. Գառնիկ Դավիդյան; род. 1961) — советский и украинский спортсмен и тренер по фехтованию; Мастер спорта СССР (1977), Заслуженный тренер Украины (2001).

## Биография
Родился 11 января 1961 года в Баку. Предки Давидяна — карабахские армяне из села Шушикенд
Занимался фехтованием с 12 лет, став мастером спорта.
В 1982 году окончил Азербайджанский институт физкультуры и спорта и ушёл в армию. С 1984 по 1986 год работал тренером ДЮСШ № 2 города Баку. В 1986—1988 годах работал тренером в спортивном обществе «Динамо» (Баку). В ноябре 1989 года переехал в Киев, женившись на украинке Екатерине. До 1991 года работал на Украине в киевской ДЮСШ № 16, затем — тренером-преподавателем в Высшем республиканском училище физкультуры и спорта (с 2001 года — старший тренер). Одновременно с 2000 года Гарник Давидян был старшим тренером национальной сборной команды Украины по фехтованию, руководил командами саблистов и саблисток (с 2015 года — главный тренер). В числе его воспитанников — В. Лукашенко, В. Третьяк, О. Харлан.
В 2003 году присвоено звание «Заслуженный деятель физической культуры и спорта Украины», в 2001 году — «Заслуженный тренер Украины». Был награждён орденом «За заслуги» 2-й и 3-й степени (2012). В 2016 году был удостоен стипендии Президента Украины.
У Давидяна двое детей: сын Игорь (саблист, мастер спорта, чемпион Украины среди юниоров) и дочь Карина (филолог).